# Volturno
Il Volturno (Vulturnus, Olotronus, in latino) è il più lungo fiume dell'Italia meridionale, con una lunghezza di 175 km e un bacino esteso per 5 550 km², e il principale per portata. Nasce in Molise presso Rocchetta a Volturno, in provincia di Isernia, e attraversa le province di Caserta e Benevento, in Campania, sfociando nel mar Tirreno presso Castel Volturno.

## Storia
Il Volturno, descritto da autori come Stazio, Claudiano, Lucano, Bartolomeo Fazio, a causa della velocità delle sue acque nelle piene è stato definito Volturnux rapax o Volturnus celer. Proprio per questa sua caratteristica già nell'antica Roma furono creati degli argini. L'imperatore Domiziano, infatti, li fece costruire affinché «il Volturno vagabondo e sdegnoso non uscisse dal proprio alveo e proprie ripe lo costrinse nel retto corso e vietò che innanzi per le sue gonfiezze e sboccamenti le vicine campagne inondasse» (Rinaldo, Storia civile di Capua, Tomo III, pag. 312).

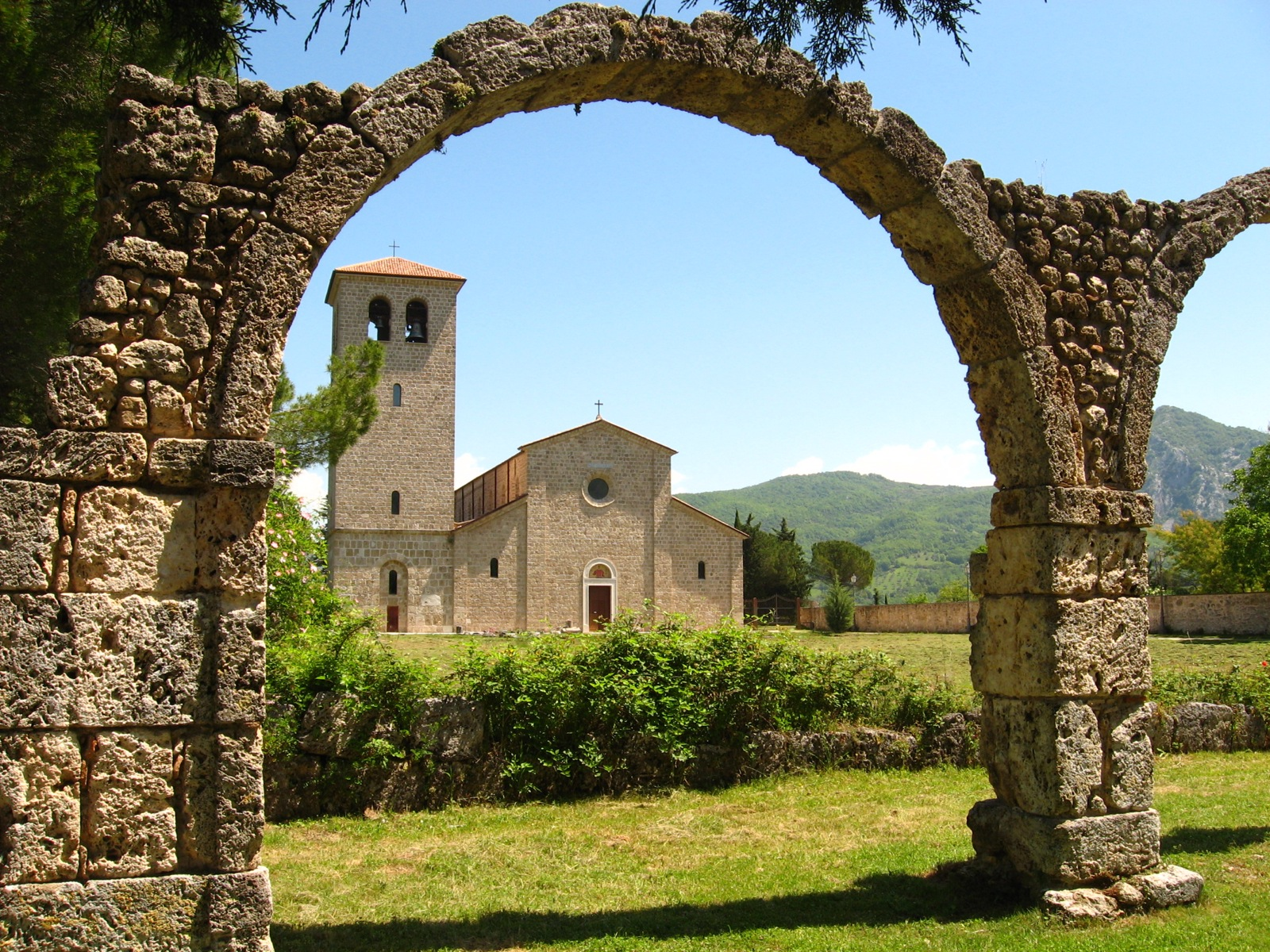
L'abbazia di San Vincenzo al Volturno

Nel VII secolo venne fondata in prossimità delle sorgenti, sulla riva sinistra del fiume, l'importante abbazia di San Vincenzo al Volturno, presso Rocchetta a Volturno, che diventerà presto un fiorente complesso monastico della zona, contendendosi il territorio con l'abbazia di Montecassino. Nel territorio molisano inoltre sorgeranno altri borghi intorno al fiume, che porteranno sempre il nome Volturno, come Castelnuovo al Volturno, Cerro al Volturno e Colli a Volturno. 
Durante l'avanzata piemontese per l'unificazione italiana fu teatro della battaglia del Volturno, combattuta tra i garibaldini e l'esercito borbonico di Francesco II.
Durante la seconda guerra mondiale (1944), fu teatro di scontro tra reparti corazzati americani e le truppe tedesche, successivamente attestatesi sulla linea difensiva Gustav. L'abbazia fu danneggiata e ricostruita sui criteri originali romanici. Attualmente, fa parte del Parco nazionale d'Abruzzo, Lazio e Molise e scorre attraverso aree naturali protette come il Parco Fluviale di Colli a Volturno, il lago di Castel San Vincenzo, la riserva naturale di Ripaspaccata nel comune di Montaquila e il bosco igrofilo delle Mortine oggi "Oasi WWF" a Venafro.

## Descrizione

### Corso
Nasce dai monti delle Mainarde nel comune di Rocchetta a Volturno (IS), la parte più meridionale dell'Appennino molisano, nonché uno dei cinque comuni molisani del Parco nazionale d'Abruzzo, Lazio e Molise e presso Castel San Vincenzo riceve le acque provenienti dalla sorgente Capo Volturno (a circa 500 m s.l.m.).
Subito ricco di acque, bagna Cerro al Volturno, ricevendo da sinistra il Rio dell'Omero.
Da qui assume direzione verso Sud bagnando Colli a Volturno e ricevendo molti altri piccoli tributari che ne accrescono sensibilmente la portata: da sinistra il fiume Cavaliere, da destra il Rio Chiaro e il Rio Rava. 
Dopo il Ponte 25 Archi, presso Roccaravindola, il fiume segna il confine tra il Molise e la Campania, attraversando la fertile piana di Venafro e ricevendo le acque del fiume San Bartolomeo e del torrente Rava. Subito dopo la strettoia di Sesto Campano entra definitivamente in Campania. In territorio campano riceve da sinistra il fiume Lete, il torrente l'Aduento e il torrente Titerno e da destra il Rivo Tella.
Presso Amorosi aumenta ulteriormente la portata grazie al fiume Calore, suo principale affluente di sinistra. Presso Limatola riceve da sinistra un altro tributario, il fiume Isclero, il quale proviene dalla Valle Caudina. Infine poco dopo Triflisco (Bellona), in un territorio quasi totalmente pianeggiante e con scarsa pendenza, allarga il suo letto ed assume un andamento sinuoso, scorrendo lento e con andamento meandriforme. Bagna Capua (Casilinum) facendo mutevoli volte e giravolte fino allo sbocco nel Tirreno presso Castel Volturno. Tale zona, per secoli interessata da acquitrini, era detta "Terra dei mazzoni"; essa fu bonificata dai Borbone nel secolo XIX e poi dagli interventi degli anni Venti del Novecento, che videro impegnata in un ruolo importante l'Opera Nazionale Combattenti. In prossimità della foce è situata l'Oasi dei Variconi.

### Principali affluenti
Rivo San Vito, fiume Sava di Gallo, fiume Cavaliere, Rivo Acquoso, Rivo del Cattivo Tempo, Rivo Cerrito, Rivo Chiaro, Rivo di Rocchetta, fiume San Bartolomeo, fiume Lete, fiume Torano, Rivo Tella, Titerno, fiume Calore Irpino, fiume Isclero, torrente Adventus, Rio dell'Omero.

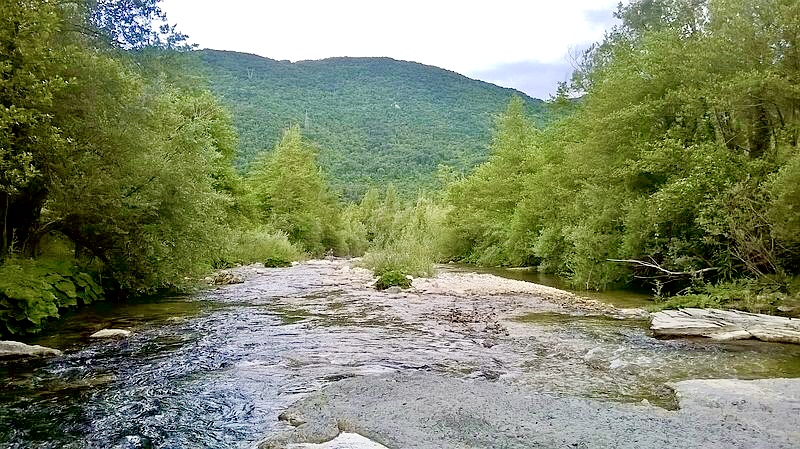
Il Fiume presso Colli a Volturno

### Regime
Il fiume ha una portata media elevata e abbastanza regolare di 82 m³/s, il valore più alto dei fiumi del Mezzogiorno.
Il regime del Volturno può tuttavia subire in caso di abbondanti piogge invernali, brusche impennate di portata superiori anche ai 2 500 m³/s, soglia oltre la quale può dar luogo a estese inondazioni, tuttavia non molto frequenti.
Nel corso dei secoli si sono ripetute ciclicamente delle piene; le più recenti si sono verificate nell'ottobre 1949, a novembre 1968 e a novembre 1979. Nel 1949 e nel 1968, le acque del Volturno superarono l'altezza di quattro metri.
Le sue acque sono impiegate per la pesca, l'irrigazione, la nautica sportiva e la produzione di energia idroelettrica. La principale località attraversata è la città di Capua, anticamente attrezzata con un porto fluviale, denominato Casilinum, che la metteva in comunicazione con il Mar Tirreno e le altre città della costa.

### Portata media mensile
Dati portata Fiume Volturno (Stagione 2016).

## Ambiente

### Flora
Lungo il corso del Volturno la vegetazione più comune è la canna di palude, il pioppo, il salice bianco e il salice rosso.

### Fauna
Per quanto riguarda la fauna terrestre, lungo il corso del fiume, sono presenti esemplari di airone bianco, germano reale, tuffetto, svasso maggiore, vipera, biscia d'acqua e ramarro, soprattutto in prossimità dell'oasi WWF Le Mortine di Venafro.